# جان رووو
جان رووو (بالفرنسية: Jean Rouaud)‏‏ (13 ديسمبر 1952 - ) كاتب، وروائي، وكاتب مقالات، وكاتب العمود من فرنسا.

## الجوائز
- جائزة غونكور

## روابط خارجية
- جان رووو على موقع مونزينجر (الألمانية)
- جان رووو على موقع ميوزك برينز (الإنجليزية)